# Gusztáv örökzöld
A Gusztáv örökzöld a Gusztáv című rajzfilmsorozat harmadik évadának huszonegyedik epizódja.

## Rövid tartalom
Gusztáv fiatalodni akar, de az erőlködés annyira megviseli, hogy megvénül.

## Alkotók
- Rendezte: Jankovics Marcell
- Írta: Dargay Attila, Jankovics Marcell, Nepp József
- Zenéjét szerezte: Deák Tamás
- Operatőr: Neményi Mária
- Hangmérnök: Horváth Domonkos
- Vágó: Czipauer János
- Tervezte: Ternovszky Béla
- Színes technika: Dobrányi Géza, Kun Irén
- Gyártásvezető: Kunz Román

Készítette a Pannónia Filmstúdió.